# Pasferdes
Pasferdes (em persa médio: *Pāsfal ī *Pāsfalg; em parta: Psfard Pāsfardgān; em grego clássico: Πασφερδ Πασφερδιγαν, Paspherd Paspherdigan) foi um dignitário persa do século III, ativo durante o reinado do xá Sapor I (r. 240–270). É conhecido apenas a partir da inscrição Feitos do Divino Sapor segundo a qual era filho de Pasferdes. Aparece numa lista de dignitários da corte e está classificado na quadragésima nona posição dentre os 67 dignitários.